# Choi Yong-sul

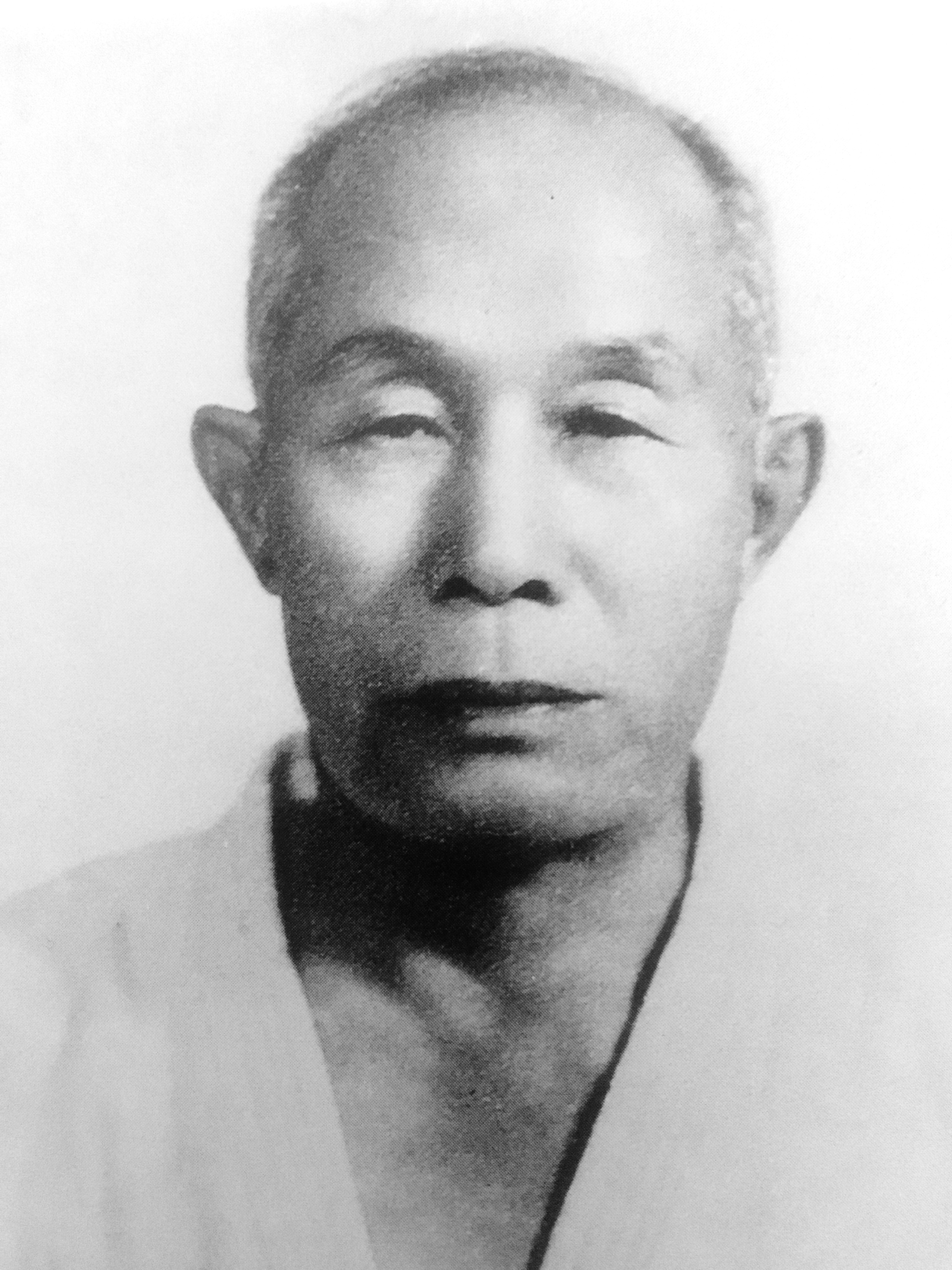
Choi Yong-sul

Choi Yong-sul (* 1904; † 1986; auch Choi Yong Sool, Asao Yoshida, Tatsujutsu Yoshida) war ein koreanischer Kampfsportler und Gründer der Kampfkunst Hapkido.
Choi wurde 1904 in einem Dorf namens Yong Dong in der Provinz Chungcheongbuk-do in Korea geboren.
Zu dieser Zeit geriet Korea unter die Herrschaft Japans und wurde 1910 offiziell annektiert.
Ein japanischer Ladenbesitzer in seinem Dorf entführte ihn nach Japan, als er acht Jahre alt war. Er hatte keinen Sohn und wollte Choi zu seinem Erben machen. Kurz nachdem er in der japanischen Stadt Moji ankam, soll er jedoch verstoßen worden sein, weil er ständig aus Heimweh geweint haben soll. Auf der Straße wurde Choi von der Polizei gefunden und zu dem buddhistischen Mönch Watanabe Kintarō gebracht.
Choi Yong-sul zeigte im Tempel großes Interesse am Training der Kampfkunst, weshalb er im Alter von etwa 11 Jahren zu Takeda Sōkaku gebracht wurde, welcher ein Kampfkunstlehrer und Freund von Kintaro war. Nach eigenen Angaben lernte Choi 30 Jahre lang bei Takeda.
Nach seiner Rückkehr nach Korea gründete Choi die Kampfkunst Hapkido, die auf Techniken von Takedas Daitō-ryū Aiki-jūjutsu basiert.
| Personendaten    | Personendaten                                                                      |
| ---------------- | ---------------------------------------------------------------------------------- |
| NAME             | Choi, Yong-sul                                                                     |
| ALTERNATIVNAMEN  | Choi Yong Sool; Asao Yoshida; Tatsujutsu Yoshida; 최용술 (Hangeul); 崔龍述 (Hanja) |
| KURZBESCHREIBUNG | koreanischer Kampfsportler und Begründer des Hapkido                               |
| GEBURTSDATUM     | 1904                                                                               |
| GEBURTSORT       | Yong Dong, Provinz Chungcheongbuk-do, heutiges Südkorea                            |
| STERBEDATUM      | 1986                                                                               |